# كينيث ويدمربول
كينيث ويدمربول، شخصية خيالية من سلسلة رواية أنتوني باول «رقصة على موسيقى الزمن». رواية مكونة من 12 مجلداً عن حياة الطبقة العليا والبوهيمية في بريطانيا بين عامي 1920 و 1970. يعتبره النقاد من الشخصيات التي لا تُنسى في روايات القرن العشرين، فإن شخصية ويدمربول هي الشخصية المناقضة تماما لشخصية البطل والراوي نيكولاس جنكينز. قُدّم في البداية على أنه شخصية كوميدية، وحتى مثيرة للشفقة، حتى أصبح مرعبًا وقويًا وشريرًا في نهاية المطاف مع تطور احداث السلسة. وهو ناجح في الأعمال والجيش والسياسة، وحصل على رتبة النبلاء مدى الحياة. فشله الوحيد هو علاقته مع النساء، والتي تجسدت في زواجه الكارثي من باميلا فليتون. تنتهي السلسلة بموته بسبب عبادة من نوع العصر الجديد.
لاحظ المحللون الأدبيون أن السمات المميزة لـويدمربول هي انعدام الثقافة، وضيق الأفق، والقدرة على التآمر والخداع وبشكل عام يُعتقد أنه يجسد العديد من الجوانب السيئة للشخصية البريطانية. ومع ذلك فان قدرته على تجاهل العديد من الإهانات الموجهة اليه والايمان بنفسه والعمل بجد يؤهله للوصول إلى مواقع بارزة. في هذا الصدد، تمثل شخصيته تحدي الطبقة الوسطى الجديرة بتدمير "المؤسسة" التقليدية أو المجموعة الحاكمة، والتي ثبت أنها عرضة لهجوم حازم من هذه الطبقة.
من بين الأسماء الأكثر بروزًا والتي تم اقتراحها كنماذج واقعية لـويدمربول، كان إدوارد هيث، رئيس الوزراء البريطاني 1970-74، وريجينالد مانينغهام بولر، المدعي العام البريطاني في الخمسينيات. ادعى آخرون من معاصري باول أنهم مصدر الشخصية، على الرغم من أن باول لم يشجع مثل هذه التكهنات. تم تصوير ويدمربول في اثنين من الدراما الإذاعية لهيئة الإذاعة البريطانية (BBC) لتسلسل الرواية (1979-82 و 2008) وفي النسخة التلفزيونية المصورة للقناة الرابعة التي بُثت في عام 1997.

## رقصة على موسيقى الزمن

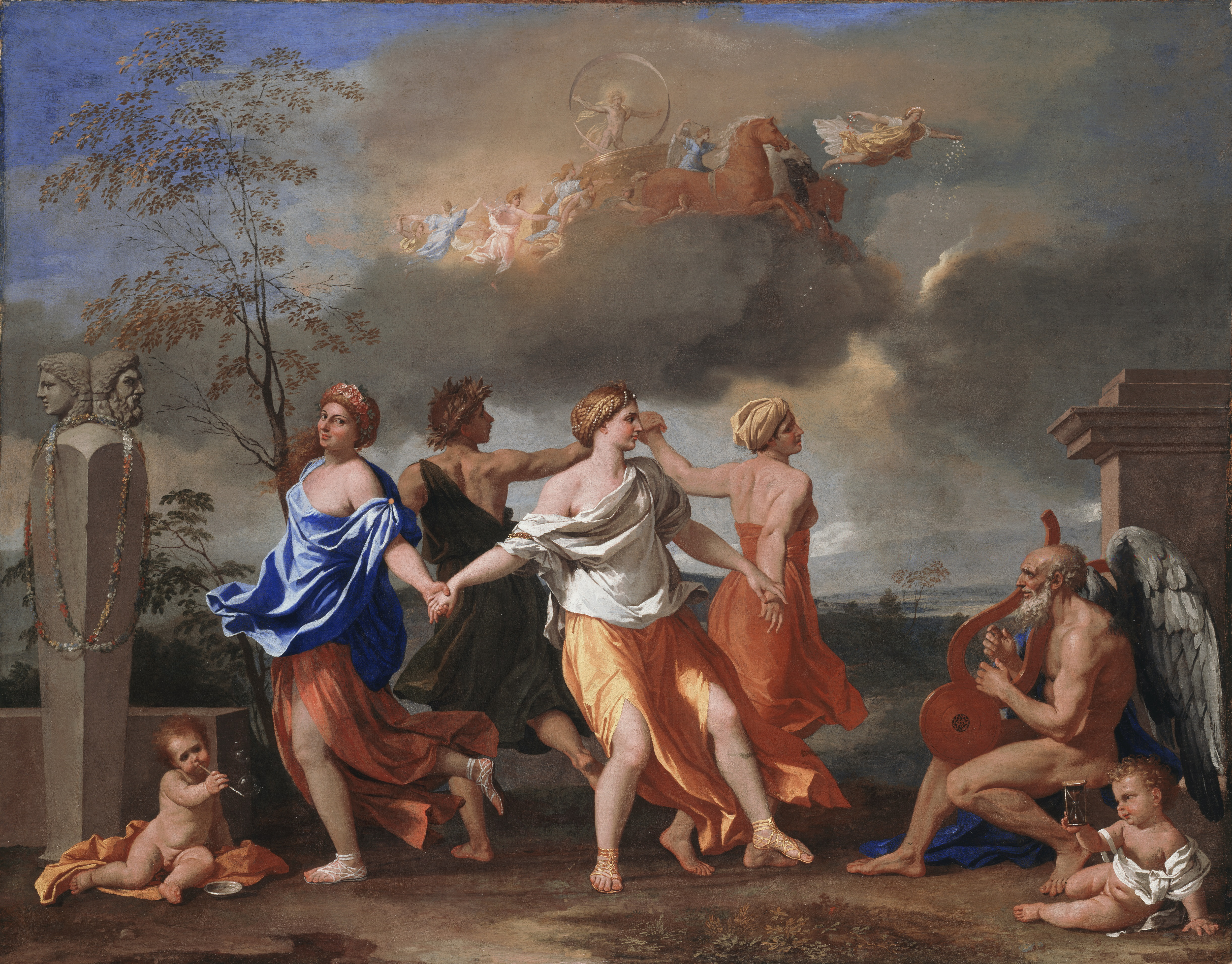
رقصة بوسين على موسيقى الزمن، والتي اشتق منها اسم سلسلة روايات باول. ترقص الفصول الأربعة في دائرة بينما يعزف "الزمن" على العود.

تتالف السلسة الروائية «رقصة على موسيقى الزمن» من 12 مجلداً وتمتد على مدى 50 عاماً تقريباً. من أوائل العشرينات إلى السنوات الأولى من السبعينيات. تم نشر السلسلة نفسها بين عامي 1951 و 1975. عنوانها مأخوذ من لوحة نيكولا بوسان التي تحمل نفس الاسم (1634-1636). من خلال عيون الراوي، نيكولاس جنكينز، يلاحظ القارئ الحظوظ المتغيرة لمجموعة متنوعة من شخصيات الطبقة العليا تحديدا. إن أجواءهم هي عالم بوهيمي من الفن والأدب والموسيقى، يختلط بالمجالات الأكثر عملية في السياسة والأعمال والجيش. في دراسة للسلسلة في عام 1971، لخص الصحفي ورئيس تحرير دان ماكلويد موضوع التسلسل على انه تدهور مؤسسة تواجه «عدوانية شخصيات من الطبقة الوسطى ليصلون إلى اهدافهم». فهم مستعدون لتحمل أي عدد من الإهانات في سعيهم وراء السلطة، لكن المؤسسة أثبتت قدرتها على مقاومة هذا النوع من هؤلاء «الغرباء باستثناء أكثرهم قوة وثباتا». أصبح كينيث ويدمربول التجسيد الرئيسي للفئة الاخيرة.
اعدت المجلدات الثلاثة الأولى في عشرينيات القرن الماضي وتتبع الشخصيات الرئيسية من خلال المدرسة والجامعة وخطواتهم الأولى نحو القبول الاجتماعي والمهني. تم وضع الثلاثة التالية في الثلاثينيات؛ يصبح الأبطال مستقرين، ويراقبون الوضع الدولي بقلق استعدادا للحرب. الموضوع الرئيسي للمجلد السابع والثامن والتاسع يتحدث عن الحرب العالمية الثانية التي لم تنج منها جميع الشخصيات. تغطي الكتب الثلاثة الأخيرة 25 عامًا من الأيام الأولى لحكومة أتلي بعد الحرب إلى الثقافة المضادة والاحتجاجات في أوائل السبعينيات. خلال السرد الطويل، يتغير التركيز بشكل متكرر من مجموعة إلى أخرى؛ تظهر الوجوه الجديدة أثناء كتابة الشخصيات الثابتة، وأحيانًا تظهر مرة أخرى بعد مجلدات عديدة، وأحيانًا لا تظهر على الإطلاق، على الرغم من أن أخبار أفعالهم قد تصل إلى جينكينز، من خلال واحد أو أكثر من معارفه العديدين. بصرف النظر عن جينكينز، يعد ويدمربول الشخص الوحيد من بين 300 شخصية فردية مشاركا في تطور احداث كل مجلد من المجلدات الـ 12، يكتب ريتشاد جونز في مجلة فرجينيا كوارترلي ريفيو "أن الروايات يمكن اعتبارها "رقصة كينيث ويدمربول، نقيض جينكينز ومعذبه وكبش فداءه". ويدمربول يركض وراء وظيفة وحياة جينكينز؛ في الصفحات الافتتاحية من الكتاب الأول في المدرسة يركض ويدموربول عبر الضباب، على أمل ان يجد مجده الرياضي.وفي نهاية الكتاب الأخير يركض مرة أخرى بأمر من طائفة شبه دينية.

## الشخصية
افترض العديد من النقاد أن اسم «ويدمربول» مشتق من قرية Widmerpool ، في نوتينجهامشاير. في مقابلة عام 1978، قال باول إنه صادف الاسم لأول مرة في كتاب من القرن السابع عشر بعنوان مذكرات حياة الكولونيل هاتشينسون، والذي يظهر فيه قائد الحصان، الرائد جوزيف ويدمربول، الذي خدم في جيش كرومويل تحت قيادة جون هاتشينسون أثناء الحرب الأهلية الإنجليزية. نظر باول إلى ويدمربول على أنه شخصية مفعمة بالحيوية وغير مرغوب فيها و «لقد تم تدوين اسمه لفترة طويلة جدًا كاسم كنت سأستخدمه».
إن الخلفية الخيالية لـويدمربول هي الجدارة وليست الأرستقراطية. كان جده لأبيه رجل أعمال اسكتلندي لقبه جيديس، والذي أخذ اسم زوجته بسبب مكانتها الاجتماعية العالية. يبدو أن الأسرة قد استقرت إما في نوتنغهامشير أو ديربيشاير. يعمل والد ويدمربول كتاجر لشركة مصنعة للأسمدة، الأمر الذي سبب إحراجًا شديدًا لابنه، ولم يشا ان يذكره ابدا. والدته امرأة قوية ومن المعجبين بستالين، وكانت تهتم بعمل ابنها وتطوراته. تعيش الأم والابن معًا منذ وفاة ويدمربول بير في منتصف عشرينيات القرن الماضي حتى زواج ويدمربول في عام 1945.
إن أوصاف جينكينز لمظهر ويدمربول غير مبهجة؛ في المدرسة، وصف بأنه «ذو بنية ثقيلة، بشفاه كثيفة ونظارات ذات إطار معدني تعطي ملامحه تعبير المظلوم والمضطهد، كأنه يشك في أن الناس يحاولون إخراج معلومات مهمة منه. . .» بعد بضع سنوات، كان يرتدي نظارات أكثر عصرية ولكن جينكينز لاحظ أنه لا يزال لديه وجه يشبه السمكة («سمكيّ»). على الرغم من أنه بالكاد يبلغ الثلاثين من العمر، إلا أنه يبدو لجينكينز بدينًا ومتوسط العمر. عند اندلاع الحرب عام 1939 كان يرتدي بزة عسكرية مخيطة بشكل سيئ، وكان يشبه صورة هزلية لضابط عسكري أو «مسؤول سكة حديد في بلد غامض» في قاعة موسيقى. بعد الحرب أصبح عضوا للبرلمان، وكان سلوكه وشكله «يتطلبان التعامل من قبل رسامي الكاريكاتير السياسيين». في عام 1958، عندما قابل جينكينز ويدمربول (في منتصف الخمسينيات من عمره) بعد بضع سنوات، صُدم بمظهره المسن وملابسه غير المناسبة له بسبب فقدانه الوزن، والتي منحته مظهر الفزاعة؛ إضافة إلى شعره الابيض والاشعث ولحم وجهه المعلق في أكياس. اللمحة الأخيرة لـ ويدموربول كانت في مكان للعبادة وكان يبدو كحطام جسدي، مسنًا، يائسًا ومتهالكًا.
السمة الأكثر بروزا في شخصية ويدمربول في شبابه هي الاحترام المبالغ فيه للسلطة والإذعان لها. يُشار إلى ذلك أولاً من خلال رده الخسيس على ضربه في وجهه بموزة رماها قائد لعبة الكريكيت في المدرسة. ويظهر ذلك أيضًا من خلال غضبه على مزحة قام بها زميله تشارلز سترينجهام على مشرف سكنهم، لو باس. يتوق إلى ان يكون مقبولا حتى لوعلى حساب الإذلال، ويمتلك موهبة طبيعية للانضمام إلى القوة المهيمنة. تظهر العديد من سمات ويدمربول في وقت مبكر جدًا من حياته المهنية: غطرسته ونفوره من جميع أشكال الثقافة («تجسيدًا لقوته وحبه للبرجوازية» وفقًا لأحد المعلقين)، وهواجسه البيروقراطية واستخفافه. إنه ساذج سياسيًا ومساهمته في استرضاء ألمانيا النازية قبل الحرب هي اقتراح منح هيرمان جورينج وسام الرباط وإعطائه جولة في قصر باكنغهام. ومع تطور احداث الرواية، يظهر ويدمربول على أنه مهرج خسيس ويصبح على عكس كل التوقعات قويًا ومهوسًا بالسلطة. في تحليله لأدب باول، حدد نيكولاس بيرنز حادثة في عالم القبول (المجلد الثالث من السلسلة) على أنها النقطة التي يغير فيها معاصري ويدموربول تقييمهم له. يتولى ويدمربول مسؤولية سترينجهام المخمور بعد عشاء لم الشمل، ويوصله إلى المنزل وعلى الرغم مقاومته يضعه في سريره: «لقد أصبح ويدمربول، الذي سخرنا منه جميعًا، بطريقة غامضة شخصًا ذا سلطة. الآن، بطريقة أو باخرى هو الذي سخر منا».
تمكّنه أنانيته وقوة إرادته من مواجهة كل العقبات التي تعترض طريقه على الرغم من أنه قبل موته في النهاية تنحرف قواه إلى الشر. في مراجعة للروايات الأولى في السلسلة، كتب آرثر ميزنر: "صنع باول اعظم الانانيين، على الرغم من كل سخافاتهم هناك شيء فيهم نملكه نحن في جوهرنا" حتى ويدمربول، الأكثر إسرافًا في المجموعة، ليس كذلك . بغض النظر عن مدى سخافته، فإنه يواصل تذكيرنا، ربما ليس كثيرًا بما فعلناه بل بالشيء الذي كنا نعرف اننا قد نفعله في الوقت الذي يناسبنا ".

### المهنة

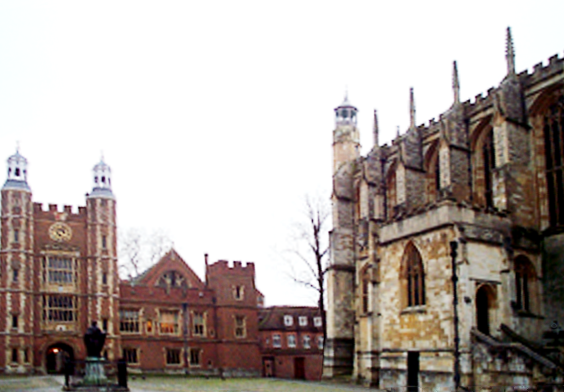
سكول يارد في إيتون ، مدرسة ويدمربول المفترضة

في المدرسة (لم يتم تحديدها ولكن معترف بها عمومًا باسم إيتون) (وصف لضرر القنبلة في زمن الحرب)، لم يكن ويدمربول متميزا أكاديميًا أو رياضيًا، وهو «مجاهد اخرق» على حد تعبير أحد المعلقين الأدبيين. لقد تعرض لبعض السخرية، ولا سيما بسبب ارتدائه «المعطف الخاطئ» عند وصوله إلى المدرسة. مدفوعًا بالطموح، بدلاً من الذهاب إلى الجامعة («من الأفضل ان تباشر بالعمل فورا»)، يتم ربطه بشركة من المحامين، معلناً أن هذا يمثل نقطة انطلاق إلى آفاق أوسع في الأعمال والسياسة. عندما قابله جينكسينز بعد سنوات قليلة من المدرسة، حقق بعض النجاح الاجتماعي وهو مدعو بانتظام إلى السهرات. كما حصل على وكالة بصفته ملازمًا في الجيش الإقليمي.
من خلال اتصالاته الاجتماعية، حصل على وظيفة في القسم السياسي القانوني لمجموعة دونرز بريبنر الصناعية، وهو المنصب الذي يجعله على اتصال وثيق بالسير ماغنوس دونرز، الذي يُظهر له احترامًا يقترب إلى التبجيل. يطور موهبة التآمر والخداع، مما يزعج السير ماغنوس إلى الحد الذي يُطلب فيه من ويدمربول مغادرة المنظمة. انضم إلى إحدى شركات سماسرة الفواتير في المدينة قبل ان يبلغ الثلاثين، وأصبح شخصية مؤثرة ومحترمة في عالم الشؤون المالية. بحلول أواخر الثلاثينيات من القرن الماضي، قدم ويدمربول المشورة إلى دونرز بريبنر مرة أخرى. قبل اندلاع الحرب مباشرة في سبتمبر 1939، كان يشرف على مخطط نيابة عن دونرز لحصر السوق التركية بالكروميت ويخرج سالماً عندما ينهار المشروع.

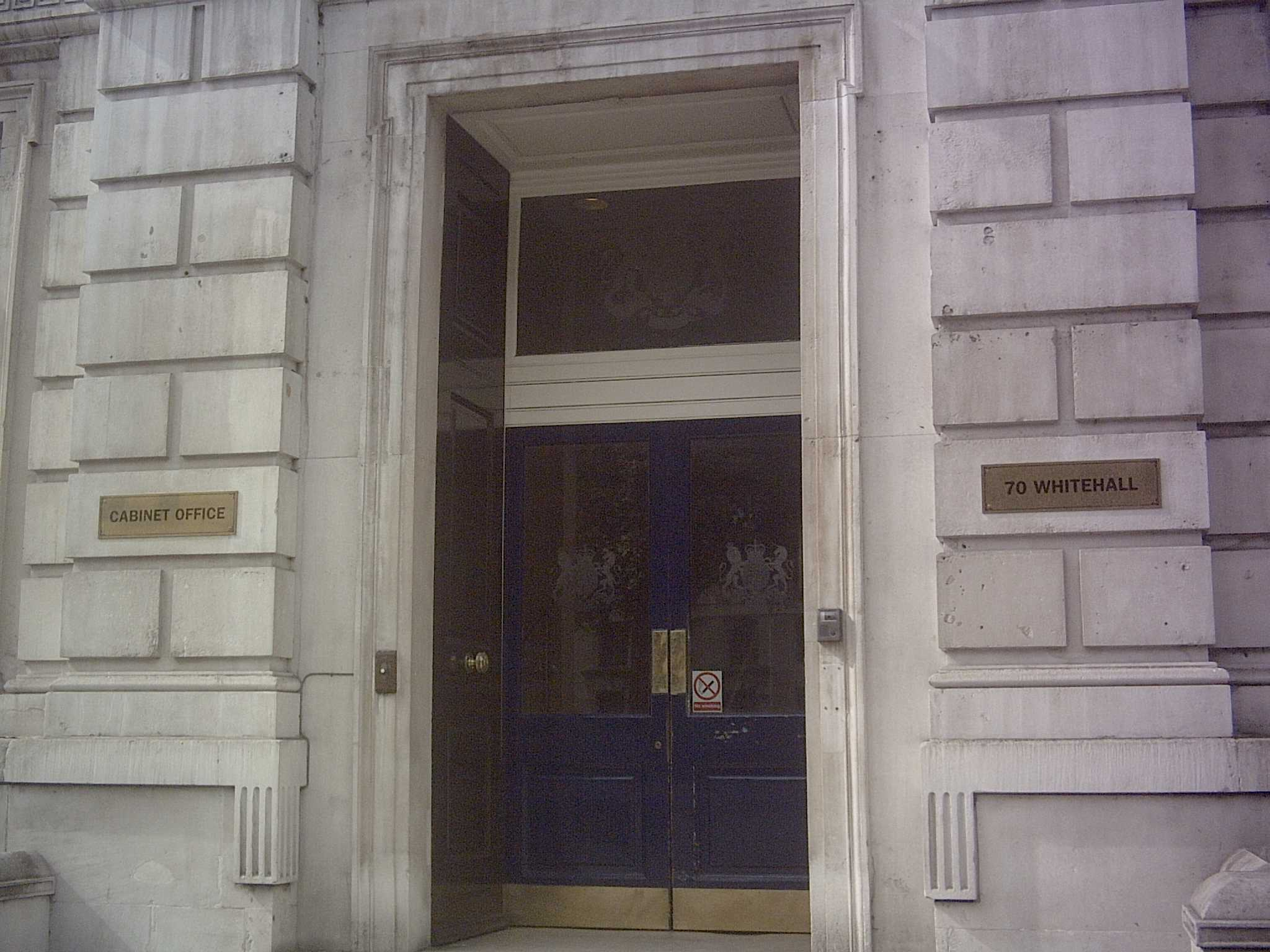
مدخل مكتب مجلس الوزراء في وايتهول ، لندن

مع بداية الحرب انضم ويدموربول إلى الجيش وتم الترويج سريعًا لمفوضيته الإقليمية. بحلول منتصف عام 1940، كان يحمل رتبة رائد ويشغل منصب نائب مساعد مساعد القائد العام في مقر القسم في أيرلندا الشمالية. يصبح جينكينز ضابطه الأصغر ويلاحظ براعة ويدمربول ومهاراته كمتلاعب. كان تشارلز سترينغهام من بين العاديين في القوات وكان نادلا فوضويا. يشعر ويدمربول بالحرج من وجود زميله السابق في المدرسة، ويخطط لنقله إلى وحدة غسيل متنقلة، والتي يتم إرسالها إلى سنغافورة حيث يلاقيه الموت هناك. في يونيو 1941، تم نقل ويدمربول إلى لندن كمساعد سكرتير عسكري في مكتب مجلس الوزراء. يتبع ذلك ترقيات إلى رتبة عقيد ويمنح وسام الامبراطورية البريطانية. فاقترب من مراكز القوة وكان قادرا على التأثير في سياسة الحرب وتصفية الحسابات القديمة. إنه متواطئ في وفاة منافس آخر في المدرسة، بيتر تمبلر، الذي تم التخلي عنه نتيجة لتوصية سياسية قدمها ويدمربول أثناء قيامه بمهمة سرية في البلقان. بعد نهاية الحرب مباشرة، فاجأ ويدمربول معارفه بالزواج من ابنة أخت سترينجهام، باميلا فليتون، سائقة ATS، والتي يُشاع أن حياتها الجنسية كانت عبارة عن«مصارعة».
في أمريكا أصبح ويدمربول شخصية بارزة بين حركات الاحتجاج الشبابية، وهناك اقتراحات بأن مشاكله السابقة قد تكون نتجت عن مؤامرة وكالة المخابرات المركزية. عاد إلى إنجلترا في أواخر الستينيات وعُين عميدا لجامعة جديدة. خلال حفل تعيينه رشق بالطلاء الأحمر لكنه تعرف فورا على المتظاهرين واصبح شخصية محورية في حركة الثقافة المضادة. استقال من منصبه بعد عام ليدير مجتمعا محليا للشباب المنشق. بحلول أواخر عام 1969 توجه إلى عبادة أكثر شراً، بقيادة الشاب الصوفي مورتلوك العقرب. تطغى هذه العبادة تدريجياً على حياته واستقلاله. سمع عنه آخر مرة في أواخر عام 1971، عندما انهار ومات خلال ممارسته طقسا للعبادة في الغابة.

### العلاقات العاطفية
تصف الروايات طبيعة ومدى النشاط الجنسي لـ ويدمربول بطريقة واضحة وصريحة، وهو جانب طالما تكهن النقاد بشأنه. يصفه ستيفن ماكجريجور من فيلم Spectator بأنه «عاجز». استخدم معلق آخر عبارة «غير مؤهل جنسيًا». في المدرسة تسبب في طرد أكوورث، وهو تلميذ زميل، لأنه أرسل رسالة يفترض أنها تنطوي على تسوية إلى بيتر تمبلر؛ بعد ذلك، ناقش جينكينز وسترينجهام اعتقاد تمبلر بأن ويدمربول كان يشعر بالغيرة. بعد بضع سنوات، يتذكر جينكينز كيف ارتد ويدمربول عندما لمسته بيرثي برفق على ذراعه، وهي فتاة فرنسية تعرف عليها خلال فترة الإقامة الصيفية للزوجين في لا غرينادير، بعد وقت قصير من ترك المدرسة.
في منتصف العشرينات من عمره، اعترف ويدمربول لجينكينز بحبه لباربرا جورنج، الفتاة التي كان يعرفها منذ طفولته. كانت عائلاتهم جيرانًا وكان والد ويدمربول قد زود اللورد جورنج بالسماد السائل. ينتهي هذا الشغف غير المتبادل فجأة، عندما تصب باربرا السكر على رأس ويدمربول في كرة كوسيلة ل«ـجعله حلوا» (تشير إلى تصرفاته غير اللائقة). بعد ذلك بوقت قصير، أصبح ويدمربول مهووسًا بجبسي جونز، وهي راديكالية شوارع عنيفة يقابلها بالصدفة، والذي، وفقًا لجينكينز، تشبه «فتى توصيل يعاني من ظروف سيئة». لم يتم توضيح طبيعة العلاقة بين ويدمربول وجونز؛ وتبلغ العلاقة اسواها عندما دفع مقابل اجهاضها، على الرغم من أنه ليس مسؤولاً عن حالتها ويبدو أنه لا يتلقى أي خدمات منها في المقابل. دفع ثمن افعاله لفترة طويلة بعد ذلك ويتعهد بأنه لن يسمح لمرأة أبدًا أن تشغل باله عن عمله.
عندما بلغ من العمر 30 عامًا تقريبًا، يصبح ويدمربول خطيب ارملة أكبر منه سنًا، ميلدريد هايكوك، ابنة اللورد فوتشيرتس، والواضح أن هدفه الرئيسي هو طمعه برفع مكانته الاجتماعية. في تحليله لأعمال باول، كتب نيكولاس بيرنز: «ما يريده ويدمربول هو» الزواج «، ليعزز حركته الاجتماعية الصاعدة، وهو مستعد ان يتزوج امرأة لديها طفلين مراهقين وتكبره سنا من أجل تحقيق ذلك». تنتهي الخطوبة فجأة، بسبب عجزه أثناء محاولة الارتباط الجنسي قبل الزواج.
بعد هذه الحلقة لم يتم التطرق إلى حياته الجنسية. في المراحل الأخيرة من الحرب العالمية الثانية اعترف بسرقة «الفطائر» أثناء انقطاع التيار الكهربائي. بعد الحرب، بدا واضحا أن زواجه الكارثي من باميلا فليتون لم يمنحه أي إشباع لشهوته الجنسية؛ وبحسب باميلا، فقد تخلى عن المحاولة بعد محاولتين فاشلتين للنوم معها وتحول إلى متعة بصرية خفية من مراقبة أنشطتها الجنسية مع الآخرين. كما ورد أنه أجرى بعض التعاملات المنحرفة مع عاهرة تسمى «بولين». عندما بلغ سن الشيخوخة وعقب انضمامه إلى طائفة مولتلوك، يقال إنه «كان يشاهد فتيات عاريات، كلما سمحت له الفرصة».

## استقبال نقدي وشعبي
يجد النقاد بشكل عام أن شخصية ويدمربول مثيرة للاهتمام والأكثر وضوحا من معظم شخصيات السلسة. وقد وُصِف بأنه «واحد من الشخصيات التي لا تُنسى في روايات القرن العشرين»، اعترف باول في مقابلة له في عام 1978 أنه استخدم ويدمربول كطعم لجذب القراء، لكنه وجد أن الشخصية قد استحوذت انتباه القراء أكثر مما قد تمنى.
يعتبر كاتب المقالات طارق علي ويدمربول عملاقًا مقارنة بشخصيات روائية خيالية تشابه سماته، يمكن مقارنته ببارون دي شارلس في ملحمة بروست البحث عن الوقت الضائع وأولريش في ثلاثية روبرت موسيل «الرجل بلا صفات» . يؤكد علي أن ويدموربول هو «من نواح كثيرة شخصية أكثر إلهامًا من شارلس». إن ظروف وفاة ويدمربول، حين تحول من شخصية مقنعة وواقعية إلى شخصية «بشعة وشبه ديكنزية»، كما يقول علي، سبب خيبة ظن كبيرة. يكشف كتاب Powell's A Writer's Notebook (2001) أن باول فكر في نهاية مختلفة لـويدمربول، حيث يختفي ببساطة في الضباب، ويتحول مصيره إلى لغز. يجادل علي بأن هذا كان من الممكن أن يكون «أكثر توافقا مع رقصة الحياة والموت».
يتكهن نورمان شرابنيل في نعيه لباول ما إذا كان المؤلف قد ندم على اختراع شخصية ويدموربول «المجنون والغامض وغير القابل للتدمير» ومثل علي عبر عن خيبة أمله من طريقة موت الشخصية. بالمقابل، في رسم تخطيطي لسيرة حياة باول ، يعتقد مايكل باربر أن موت ويدمربول يتوافق مع موضوع رئيسي للروايات ، عبر عنه في مطعم كازانوفا الصيني (الكتاب الخامس في التسلسل)، وهو «في النهاية معظم الأشياء في الحياة ربما كل الأشياء تبين أنها مناسبة». مايكل غورا، بمراجعة السيرة الذاتية لباول للحفاظ على الكرة متدحرجة ، يقدم وجهة نظر مفادها أنه في حين أن الروايات مبنية حول ويدمربول ، فإنها لا تتعلق به في الأساس: «إنه مبدأ منظم، ووسيلة، ليس غاية ، ويخدم في المقام الأول إنشاء نظام حكم».
وجد إيفلين وو الذي راجع الروايات الأولى عند ظهورها كل عامين أن شخصية ويدمربول آسرة بشكل خاص. كتب إلى باول بعد أن قرأ في ليدي مولي (المجلد الرابع): "شعرت في الصفحات الافتتاحية بفراغ ويدمربول المؤلم حقًا - لم يكن بوسعي أن أتحمل تأخير صفحة أخرى تتضمن وجوده. هل قصدت أن يهيمن على السلسلة؟ " بعد مراجعة مطعم كازانوفا الصيني، اشتكى ايفلين من "خيبة أمل حزينة "ثلاث صفحات فقط من ويدموربول".
قال برنارد برجونزي، في مجلة نيويورك ريفيو أوف بوكس عام 1964، «إن العبقرية الرئيسية لموسيقى الزمن هي بلا شك كينيث ويدمربول». وتابع: «بالنسبة لباول، يجسد ويدمربول قوة الإرادة في شكل نقي بشكل غير عادي: فلقد كان احمقا من الناحية الاجتماعية، ومتغطرسا، وساذج، وفي نفس الوقت يمتلك طاقة شبه شيطانية ورغبة لا يمكن إيقافها للنجاح.»

## نماذج من الحياة الواقعية

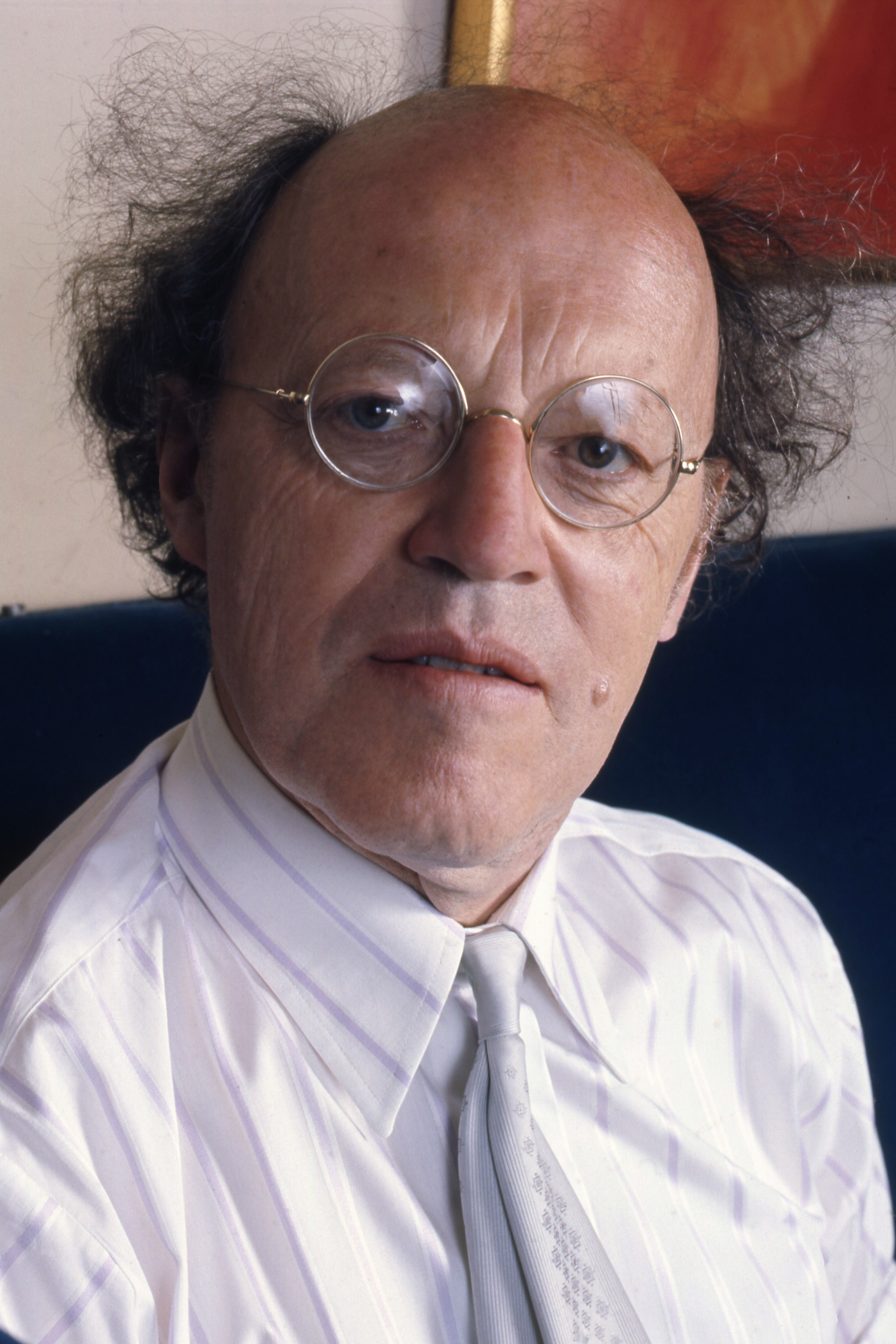
ادعى اللورد لونجفورد أن شخصية ويدمربول مستوحاة منه

افترض العديد من القراء والمحللين الأدبيين أن ويدمربول مأخوذ من معارف باول. كان باول حذرًا واختار عدم تأكيد أي من الاقتراحات المقدمة إليه. من بين المرشحين السير ريجينالد مانينغهام بولر المعاصر لباول أيام دراسته في ايتون (الملقب بـ «سيد التنمر»)، الذي عُين لاحقًا باسم اللورد ديلهورن، والذي شغل منصب المدعي العام خلال الخمسينيات واللورد المستشار في أوائل الستينيات. وفقا لباول، كان مانينغهام بولر شخصية غير جذابة في المدرسة، وكان له دور فعال في إقالة السيد الذي أرسل ملاحظة غير مناسبة إلى صبي صغير، وهو عمل انعكس في الروايات عندما حرض ودموربول على إقالة اكورث. يعتقد صهر باول، نظير حزب العمل اللورد لونجفورد، أنه كان نموذجًا لـويدموربول، وهو اقتراح رفضه باول. زعم لونجفورد أيضًا أن شخصية أيريدج مستوحاة منه. اعتقد السياسي من حزب العمال دينيس هيلي أن باول استوحى شخصية ويدمدربول من إدوارد هيث، رئيس الوزراء البريطاني بين عامي 1970 و 1974. من المحتمل أن تكون الحلقات المتعلقة بمهنة التجسس لـويدمربول مستمدة من أنشطة دينيس نويل بريت، النائب العمالي الذي طرد من الحزب بسبب موقفه المؤيد للاتحاد السوفييتي. كتب مايكل باربر، كاتب سيرة باول، أن سيريل كونولي أعلن أن عدوه القديم، مؤرخ الفن دوغلاس كوبر، هو نموذج حي لويدموربول.و اعتقد رفيق كوبر، جون ريتشاردسون أن كونولي كان يمزح.
اقترب باول من تأييد نموذج واقعي الا وهو دينيس كابيل دن، المحامي والمقدم وقت الحرب في فيلق الاستخبارات، الذي كان لفترة وجيزة ضابطًا اعلى رتبة من باول. كان كابيل دن يُلقب بـ «الشطيرة البابوية»، وقد سخر منه مرؤوسوه بسبب مظهره وسلوكه. وصفه معاصروه بأنه «سمين وممل وطموح للغاية. كانت محادثاته مفصّلة بشكل مخيف وغير مضحكة». كان مسؤولا، على ما يبدو، بسبب حقده، عن منع ترقية باول إلى رتبة رائد. عندما اقترح المؤرخ ديزموند سيوارد أن يكون كابيل دن هو ويدموربول الأصلي، أجاب باول أنه «قد يكون على حق». تزوج دينيس كابيل دن في الخارج (كوبا) إليزابيث هيسي (ابنة العميد ويليام فرانسيس هيسي) وتزوجت ابنتهما الأولى هيستر كابيل دن من شقيق الممثل لورانس أوليفييه - جيرارد داكرس أوليفييه ؛ قد يكون الكاريكاتير دليلا.
كتب ألكسندر لوسي سميث في " كاثوليك هيرالد " أن كل شخص لديه ويدمربول في حياته ؛ هؤلاء عادة ما يكونون "المغرورين المحصنين" الذين مع ذلك تحملوا كل العقبات التي أمامهم " وتضم هذه الفئة العديد من السياسيين الحاليين "يعتقد البعض أن جوردون براون يشبهه. يمكن للمرء أن يشير إلى أن رئيس وزرائنا الحالي [ديفيد كاميرون] لديه جوانب معينة في حياته تشابه حياة ويدموربول، فكلاهما ارتادا ايتون ".
قدمت جمعية أنتوني باول وهي جمعية أدبية تأسست عام 2000 لتعزيز المصلحة العامة في حياة باول وأعماله، من وقت لآخر «جائزة ويدمربول» للأشخاص في الحياة العامة الذين يُعتبر سلوكهم «ويدموربوليا» وتحديداً الذين يسيئون استخدام السلطة. يُمنح المستلم جائزة منقوشة تمثل «نوعًا خاطئا من المعاطف» وقد حصل المستشار السابق لورد العمل اللورد إيرفين، والصحفي ماكس هاستينغز والمحلل السياسي كارل روف على هذه الجائزة. ذُكر اسم جون بيركو، رئيس مجلس العموم منذ عام 2009، كمستلم محتمل.

## تصوير درامي

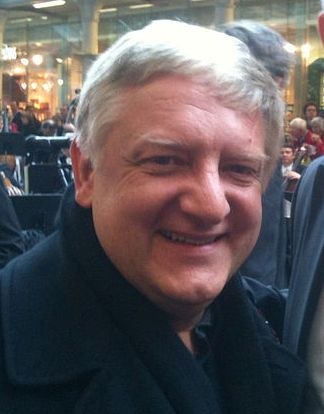
تمت الإشادة بالممثل سيمون راسل بيل لتصويره لـ ويدموربول

صورت شخصية ويدموربول مرتين في البث الإذاعي لهيئة الإذاعة البريطانية لسلسلة الرقص على موسيقى الزمن. الأول عبارة عن مسلسل من 26 جزءًا، تم بثه على راديو 4 بين صيف 1979 وخريف 1982، على أربع دفعات. قام فريدريك برادنوم بعمل مسرحي للروايات وأنتج المسلسل غراهام جولد. تم لعب جزء ويدمربول - وفقًا لأحد المستمعين «بابهية مسموعة» - بواسطة براين هيوليت المعروف بشكل عام بأنه عضو فريق قديم في مسلسل The Archers الإذاعي على بي بي سي. تم بث تعديل إذاعي لاحق في ست حلقات، في «المسلسل الكلاسيكي» لراديو 4 في أبريل ومايو 2008. تم التمثيل الدرامي من قبل مايكل بات، ولعب دور ويدمربول الشاب أنتوني هوسكينز ولعب دور ويدموربول الراشد مارك هيب.
قدمت القناة الرابعة التسلسل الروائي في أربعة أفلام تلفزيونية في أكتوبر ونوفمبر 1997، لكاتب السيناريو هيو ويتمور والمنتج بيتر أمسورجي. لعب سيمون راسل بيل شخصية ويدموربول ؛ في مراجعة نقدية بشكل عام للفيلم الأول من السلسلة، يشير توماس ساتكليف في ذي إندبندنت إلى أداء بيل على أنه جيد خاصةً، مع الأخذ في عين الاعتبار «الوصف غير الدقيق في تصوير الشخصيات الروائية» التي يوفرها السيناريو للممثلين. اعتقد الصحفي ديفيد آرونوفيتش أن تفسير بيل للشخصية نهائية: «... كان ويدمربول هو الذي اثبت قوته في ادائي لشخصيته. . . ويدمربول، الذي جاء ليبقى». بمراجعة إعادة إصدار الأفلام في قرص دي في دي في عام 2012، يصف ستيوارت جيفريز في الحارس فيلم ويدموربول بأنه «واحد من أكثر الوحوش الخيالية إثارة للفضول» ويشبه تصوير بيل بـ «نوع من الكبار بيلي بونتر مندون الجاذبية الآسرة». انتقد كريستوفر هيتشنز في نيويورك ريفيو أوف بوكس الإنتاج (وإن لم يكن أداء بيل)، لتصوير ويدمربول بأنه «شخص سيئ الحظ وليس شخصية بغيضة».

كان بيل هو القارئ لتسجيلات الكاسيت لأول روايتين: سؤال عن التربية وسوق المشتري. نتيجة لتصويره التلفزيوني لـويدمربول، طلبت منه مجموعة والاس افتتاح معرض باول المئوي في أكتوبر 2005. في العام التالي، وافق على طلب من جمعية أنتوني باول للعمل كرئيس لها، وهو المنصب الذي شغله حتى عام 2011.